# 1994年モナコグランプリ
1994年モナコグランプリ (LII Grand Prix Automobile de Monaco) は、1994年F1世界選手権の第4戦として、1994年5月15日にモンテカルロ市街地コースで開催された。

## 背景
前戦サンマリノGPにおいて発生したアイルトン・セナとローランド・ラッツェンバーガーの死亡事故を受け、FIAは安全確保のための改正規則を発表した。その大半はモナコGPの後に導入される予定であったが、ピットレーンにおける制限速度は本GPから実施された。
ドライバー側も安全に対する協議の場として、休眠状態であったグランプリ・ドライバーズ・アソシエーション (GPDA) を復活させ、セナとラッツェンバーガーの友人だったゲルハルト・ベルガーが取りまとめ役、ニキ・ラウダが世話人となってミーティングを行った。
セナとラッツェンバーガーに対する追悼の印として、FIAは第1、第2グリッドを空席とし、セナの母国ブラジルやラッツェンバーガーの母国オーストリア国旗をペイント、最前列を2名に捧げ、決勝レースは2列目からスタートさせる事とした。1959年アメリカグランプリ以来2度目となる、元世界チャンピオンと元モナコグランプリ勝者が参加しないレースとなった。またこのレースではシューマッハ、ヒル、ベルガー、アルボレートの4人のみが優勝経験のあるドライバーであった。
セナの所属チームであったウィリアムズやラッツェンバーガーが所属したシムテックは共に、レース週末に走らせた車両は1台のみであった。
エディ・アーバインは開幕戦ブラジルGPでのクラッシュ原因を作ったとして3戦の出場停止を命じられ、このレースが停止3戦目であった。彼の代わりとしてアンドレア・デ・チェザリスがジョーダンをドライブした。アーバインは米国スポーツ専門テレビ局ESPNからの招きで同局の番組のピットレポーターとして参加した。

## 予選
ミハエル・シューマッハが、コースレコードを0.9秒短縮するスーパーラップを見せ、そのキャリアにおける初のポールポジションを獲得した。ミカ・ハッキネンが2番手についたが、これは彼のこれまでにおける予選最高位であった。
カール・ヴェンドリンガーはヌーベル・シケインで大きくクラッシュしレースを欠場することとなる。彼はおよそ280km/hの速度で壁に接触した。ヴェンドリンガーは数週間昏睡し、そのF1キャリアが脅かされた。ザウバーチームは、この事故の後にレースからの欠場を決定した。

### 予選結果
| 順位 | No | ドライバー                       | コンストラクター      | Q1       | Q2       | 差      |
| ---- | -- | -------------------------------- | --------------------- | -------- | -------- | ------- |
| 1    | 5  | ミハエル・シューマッハ           | ベネトン-フォード     | 1:20.230 | 1:18.560 |         |
| 2    | 7  | ミカ・ハッキネン                 | マクラーレン-プジョー | 1:21.881 | 1:19.488 | +0.928  |
| 3    | 28 | ゲルハルト・ベルガー             | フェラーリ            | 1:22.038 | 1:19.958 | +1.398  |
| 4    | 0  | デイモン・ヒル                   | ウィリアムズ-ルノー   | 1:22.605 | 1:20.079 | +1.519  |
| 5    | 27 | ジャン・アレジ                   | フェラーリ            | 1:22.521 | 1:20.452 | +1.892  |
| 6    | 9  | クリスチャン・フィッティパルディ | フットワーク-フォード | 1:23.588 | 1:21.053 | +2.493  |
| 7    | 10 | ジャンニ・モルビデリ             | フットワーク-フォード | 1:23.580 | 1:21.189 | +2.629  |
| 8    | 8  | マーティン・ブランドル           | マクラーレン-プジョー | 1:21.580 | 1:21.222 | +2.662  |
| 9    | 23 | ピエルルイジ・マルティニ         | ミナルディ-フォード   | 1:23.162 | 1:21.288 | +2.728  |
| 10   | 4  | マーク・ブランデル               | ティレル-ヤマハ       | 1:23.522 | 1:21.614 | +3.054  |
| 11   | 3  | 片山右京                         | ティレル-ヤマハ       | 1:24.488 | 1:21.731 | +3.171  |
| 12   | 24 | ミケーレ・アルボレート           | ミナルディ-フォード   | 1:25.421 | 1:21.793 | +3.233  |
| 13   | 20 | エリック・コマス                 | ラルース-フォード     | 1:23.514 | 1:22.211 | +3.651  |
| 14   | 15 | アンドレア・デ・チェザリス       | ジョーダン-ハート     | 1:24.519 | 1:22.265 | +3.701  |
| 15   | 14 | ルーベンス・バリチェロ           | ジョーダン-ハート     | 1:24.731 | 1:22.359 | +3.799  |
| 16   | 12 | ジョニー・ハーバート             | ロータス-無限ホンダ   | 1:24.103 | 1:22.375 | +3.815  |
| 17   | 6  | J.J.レート                       | ベネトン-フォード     | 1:23.885 | 1:22.679 | +4.119  |
| 18   | 19 | オリビエ・ベレッタ               | ラルース-フォード     | 1:24.126 | 1:23.025 | +4.465  |
| 19   | 11 | ペドロ・ラミー                   | ロータス-無限ホンダ   | 1:25.859 | 1:23.858 | +5.298  |
| 20   | 26 | オリビエ・パニス                 | リジェ-ルノー         | 1:25.115 | 1:24.131 | +5.571  |
| 21   | 25 | エリック・ベルナール             | リジェ-ルノー         | 1:27.694 | 1:24.377 | +5.817  |
| 22   | 31 | デビッド・ブラバム               | シムテック-フォード   | 1:26.690 | 1:24.656 | +6.096  |
| 23   | 34 | ベルトラン・ガショー             | パシフィック-イルモア | 1:48.173 | 1:26.082 | +7.522  |
| 24   | 33 | ポール・ベルモンド               | パシフィック-イルモア | 1:29.984 | 8:36.897 | +11.424 |
| WD   | 30 | ハインツ＝ハラルド・フレンツェン | ザウバー-メルセデス   |          |          |         |
| WD   | 29 | カール・ヴェンドリンガー         | ザウバー-メルセデス   |          |          |         |

## 決勝
予選2位のミカ・ハッキネンと4位のデイモン・ヒルはスタート直後に1コーナーで接触し、両者ともリタイアした。
レースは終始ミハエル・シューマッハによってリードされた。シューマッハは今シーズン、開幕から連勝を続けており、このレースも制したことで4連勝となった。また、シューマッハはファステストラップも記録し、そのキャリアにおける初のグランドスラムを達成したことになる。さらに、フリー走行を含む全走行で1位を獲得し、レースも1度もトップを譲らない快挙を成し遂げた。1983年以来モナコグランプリはアラン・プロストとアイルトン・セナによって勝利が分けられていたが、シューマッハはセナ、プロスト以外に勝利した初のドライバーとなった。
2位にはセナのイギリスF3時代のライバルであるマーティン・ブランドル、3位には母国オーストリアの後輩ラッツェンバーガーとヴェンドリンガー、そしてセナの相次ぐ事故に心を痛めるゲルハルト・ベルガーが入った。
4位には出場停止処分を受けたアーバインの代役であるアンドレア・デ・チェザリスが入り、このレースから復帰したジャン・アレジが5位に入った。ミナルディのミケーレ・アルボレートは6位に入り、1ポイントを獲得した。これは彼のF1経歴における最後のポイント獲得となった。

### 決勝結果
| 順位     | No | ドライバー                       | コンストラクター      | 周回 | タイム       | グリッド | ポイント |
| -------- | -- | -------------------------------- | --------------------- | ---- | ------------ | -------- | -------- |
| 1        | 5  | ミハエル・シューマッハ           | ベネトン-フォード     | 78   | 1:49:55.372  | 1        | 10       |
| 2        | 8  | マーティン・ブランドル           | マクラーレン-プジョー | 78   | +37.278      | 8        | 6        |
| 3        | 28 | ゲルハルト・ベルガー             | フェラーリ            | 78   | +1:16.824    | 3        | 4        |
| 4        | 15 | アンドレア・デ・チェザリス       | ジョーダン-ハート     | 77   | +1 Lap       | 14       | 3        |
| 5        | 27 | ジャン・アレジ                   | フェラーリ            | 77   | +1 Lap       | 5        | 2        |
| 6        | 24 | ミケーレ・アルボレート           | ミナルディ-フォード   | 77   | +1 Lap       | 12       | 1        |
| 7        | 6  | J.J.レート                       | ベネトン-フォード     | 77   | +1 Lap       | 17       |          |
| 8        | 19 | オリビエ・ベレッタ               | ラルース-フォード     | 76   | +2 Laps      | 18       |          |
| 9        | 26 | オリビエ・パニス                 | リジェ-ルノー         | 76   | +2 Laps      | 20       |          |
| 10       | 20 | エリック・コマス                 | ラルース-フォード     | 75   | +3 Laps      | 13       |          |
| 11       | 11 | ペドロ・ラミー                   | ロータス-無限ホンダ   | 73   | +5 Laps      | 19       |          |
| リタイア | 12 | ジョニー・ハーバート             | ロータス-無限ホンダ   | 68   | ギアボックス | 16       |          |
| リタイア | 33 | ポール・ベルモンド               | パシフィック-イルモア | 53   | 体調         | 24       |          |
| リタイア | 34 | ベルトラン・ガショー             | パシフィック-イルモア | 49   | ギアボックス | 23       |          |
| リタイア | 9  | クリスチャン・フィッティパルディ | フットワーク-フォード | 47   | ギアボックス | 6        |          |
| リタイア | 31 | デビッド・ブラバム               | シムテック-フォード   | 45   | エンジン     | 22       |          |
| リタイア | 4  | マーク・ブランデル               | ティレル-ヤマハ       | 40   | エンジン     | 10       |          |
| リタイア | 3  | 片山右京                         | ティレル-ヤマハ       | 38   | ギアボックス | 11       |          |
| リタイア | 25 | エリック・ベルナール             | リジェ-ルノー         | 34   | スピン       | 21       |          |
| リタイア | 14 | ルーベンス・バリチェロ           | ジョーダン-ハート     | 27   | 電気系       | 15       |          |
| リタイア | 7  | ミカ・ハッキネン                 | マクラーレン-プジョー | 0    | 接触         | 2        |          |
| リタイア | 0  | デイモン・ヒル                   | ウィリアムズ-ルノー   | 0    | 接触         | 4        |          |
| リタイア | 10 | ジャンニ・モルビデリ             | フットワーク-フォード | 0    | 接触         | 7        |          |
| リタイア | 23 | ピエルルイジ・マルティニ         | ミナルディ-フォード   | 0    | 接触         | 9        |          |
| WD       | 30 | ハインツ＝ハラルド・フレンツェン | ザウバー-メルセデス   |      | 撤退         |          |          |
| DNS      | 29 | カール・ヴェンドリンガー         | ザウバー-メルセデス   |      | 負傷         |          |          |

## 第4戦終了時点でのランキング
| 順位 | ドライバー             | ポイント |
| ---- | ---------------------- | -------- |
| 1    | ミハエル・シューマッハ | 40       |
| 2    | ゲルハルト・ベルガー   | 10       |
| 3    | デイモン・ヒル         | 7        |
| 4    | ルーベンス・バリチェロ | 7        |
| 5    | マーティン・ブランドル | 6        |

| 順位 | コンストラクター      | ポイント |
| ---- | --------------------- | -------- |
| 1    | ベネトン-フォード     | 40       |
| 2    | フェラーリ            | 20       |
| 3    | マクラーレン-プジョー | 10       |
| 4    | ジョーダン-ハート     | 10       |
| 5    | ウィリアムズ-ルノー   | 7        |

- 注：ドライバー、コンストラクター共にトップ5のみ表示。

## 参照
1. ↑  ESPN Speedworld: Formula 1 Grand Prix of Monaco. 1994.

| 前戦 1994年サンマリノグランプリ | FIA F1世界選手権 1994年シーズン | 次戦 1994年スペイングランプリ   |
| 前回開催 1993年モナコグランプリ | モナコグランプリ                | 次回開催 1995年モナコグランプリ |